# Saint-Avit-Rivière
Saint-Avit-Rivière è un comune francese di 85 abitanti situato nel dipartimento della Dordogna nella regione della Nuova Aquitania.

## Società

### Evoluzione demografica
Abitanti censiti